# Cyrtochilum williamsianum
Cyrtochilum williamsianum är en orkidéart som först beskrevs av Dodson, och fick sitt nu gällande namn av Stig Dalström. Cyrtochilum williamsianum ingår i släktet Cyrtochilum, och familjen orkidéer.
Artens utbredningsområde är Ecuador. Inga underarter finns listade i Catalogue of Life.